# تئو نوزباوم
تئو نوزباوم (آلمانی: Theo Nussbaum; ۳ ژوئیهٔ ۱۸۸۵ – ۲۴ آوریل ۱۹۵۶) معمار اهل آلمان بود.
از افتخارات وی میتوان به کسب مدال برنز طراحی شهری در بخش مسابقات هنری بازی‌های المپیک تابستانی ۱۹۳۶ اشاره کرد.